# Тшциньско-Здруй
Тшциньско-Здруй (пол. Trzcińsko-Zdrój) — город в Польше, входит в Западно-Поморское воеводство, Грыфинский повят. Имеет статус городско-сельской гмины. Занимает площадь 2,3 км². Население — 2591 человек (на 2005 год).

## Галерея

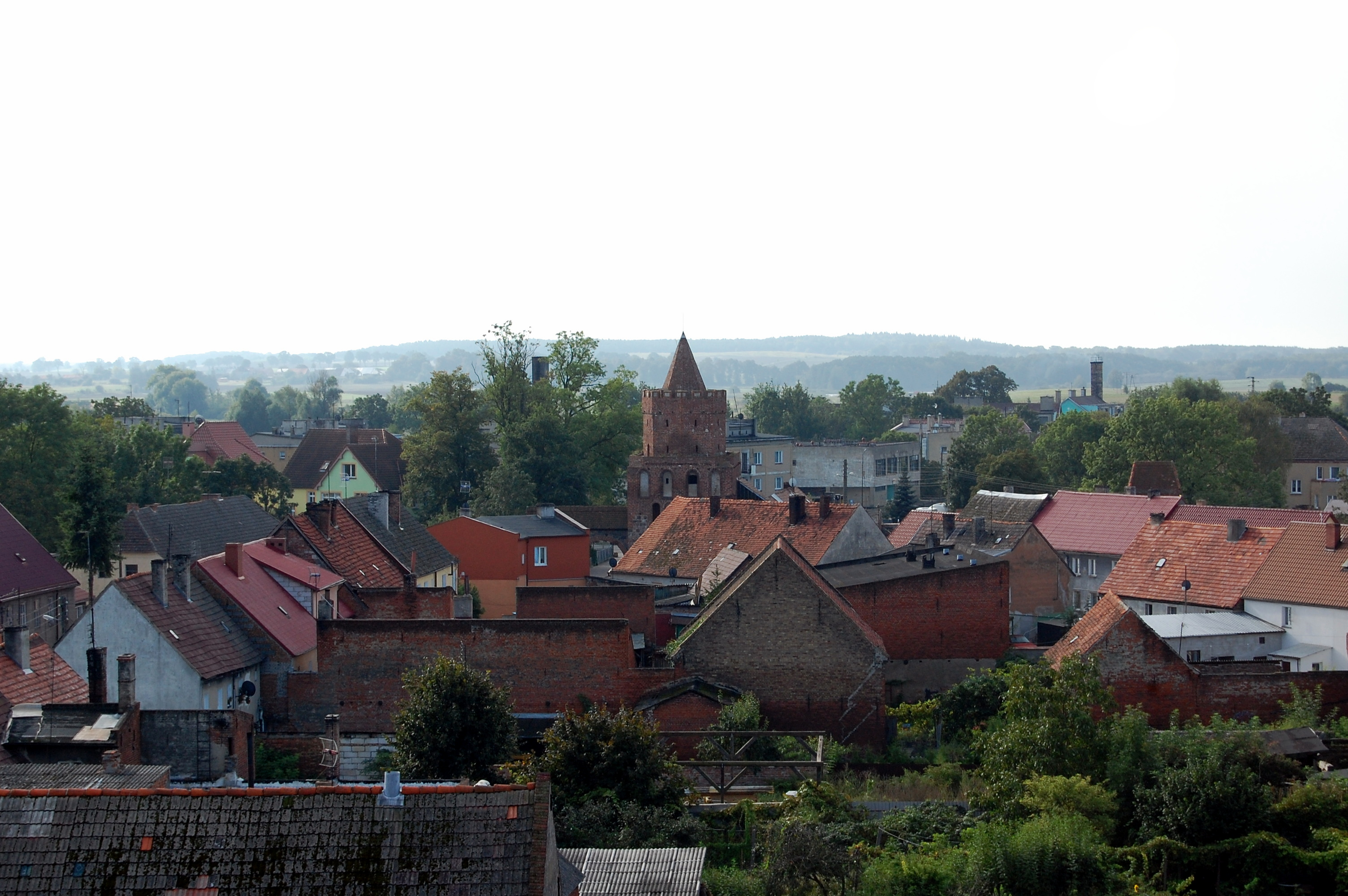
Вид на город
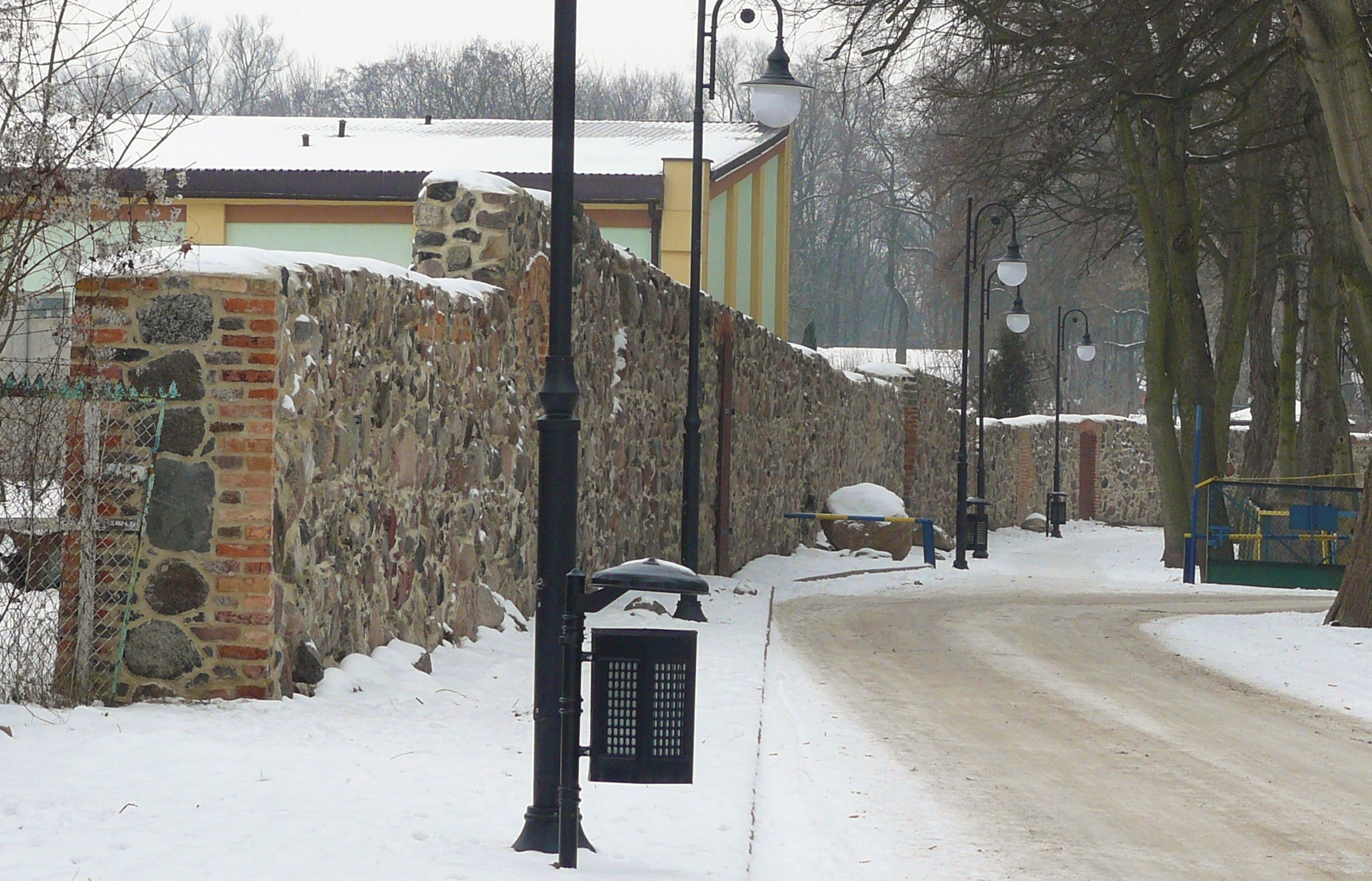
Останки древней городской стены
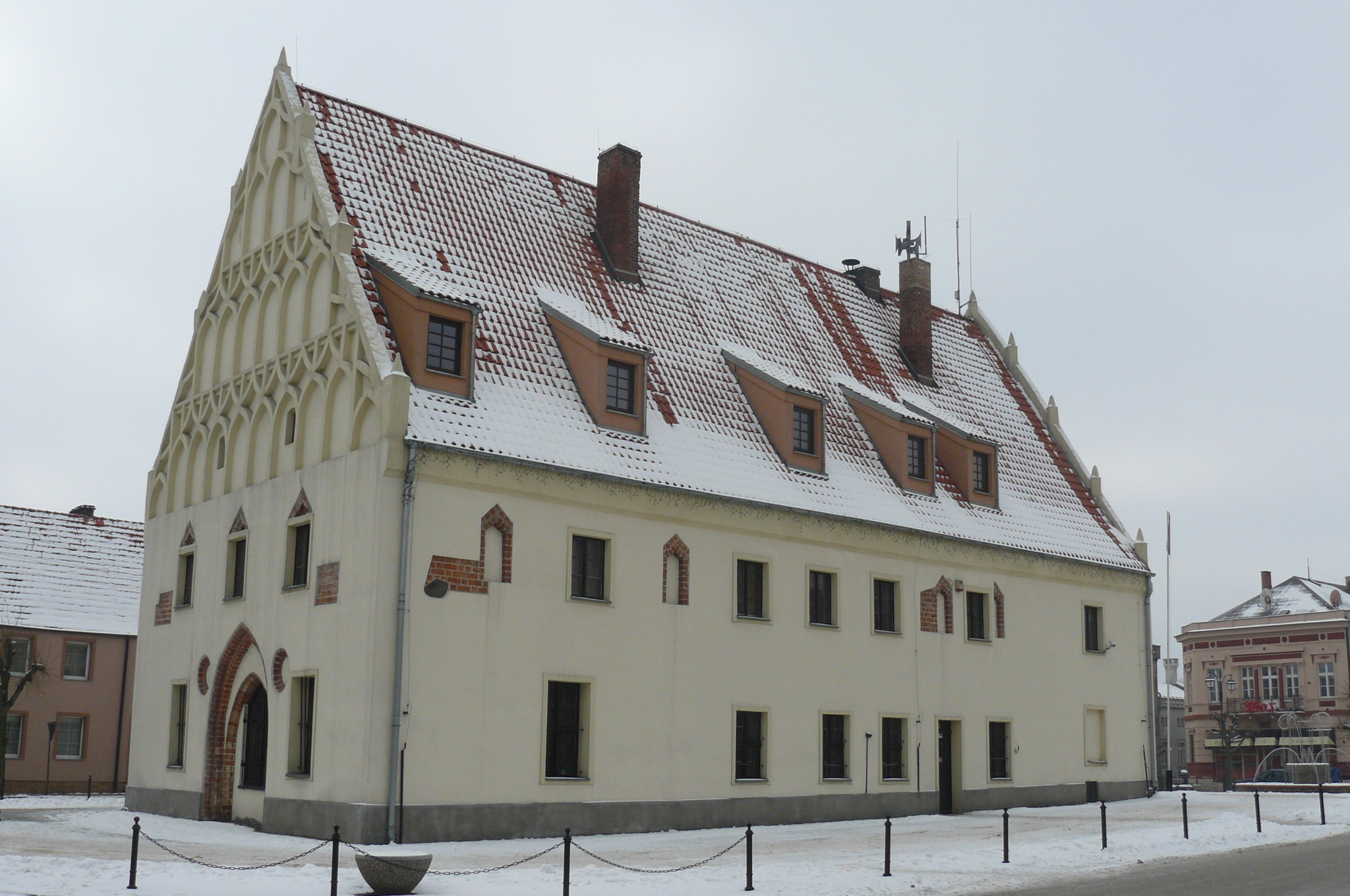
Ратуша
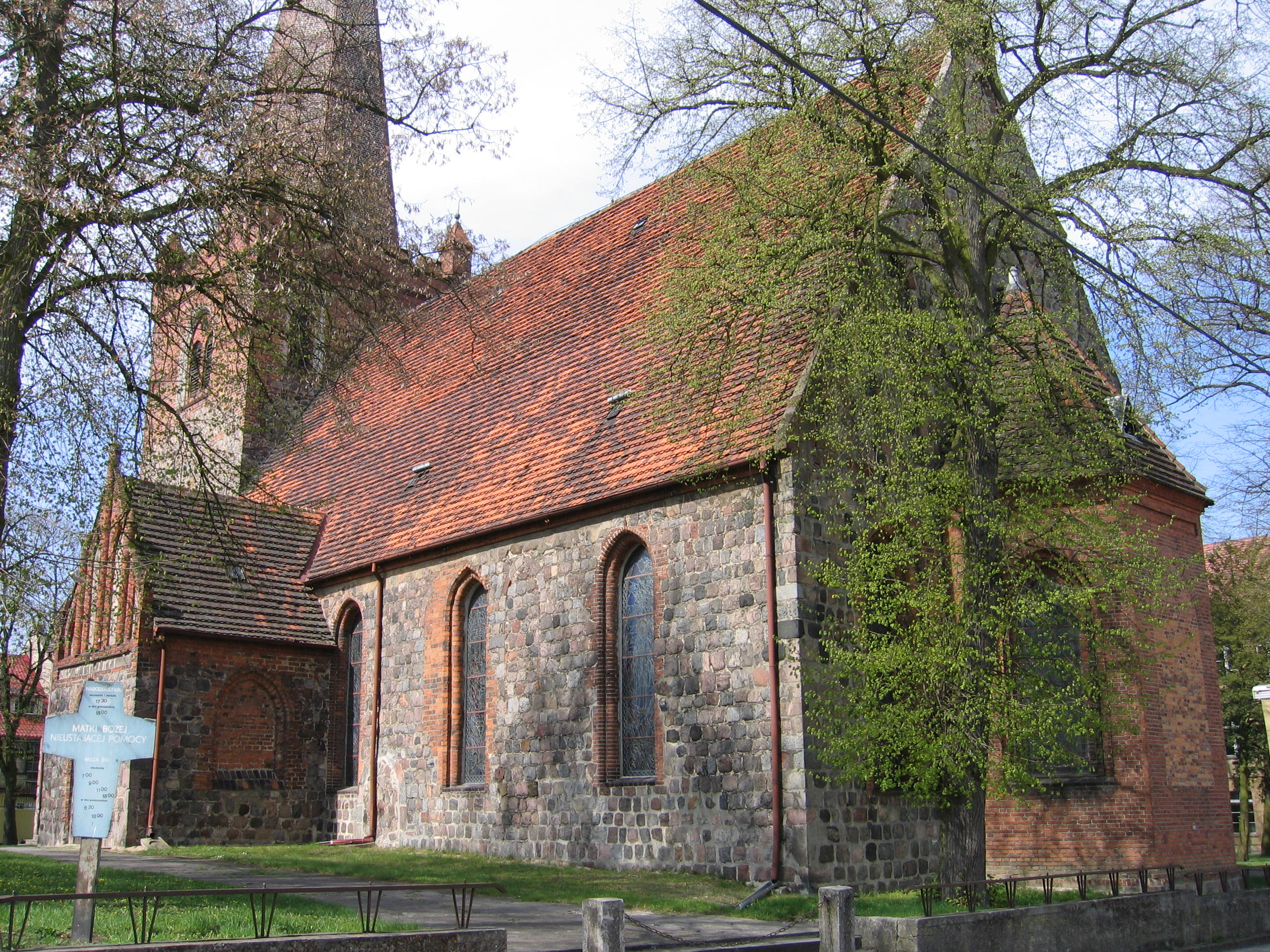
Кирха
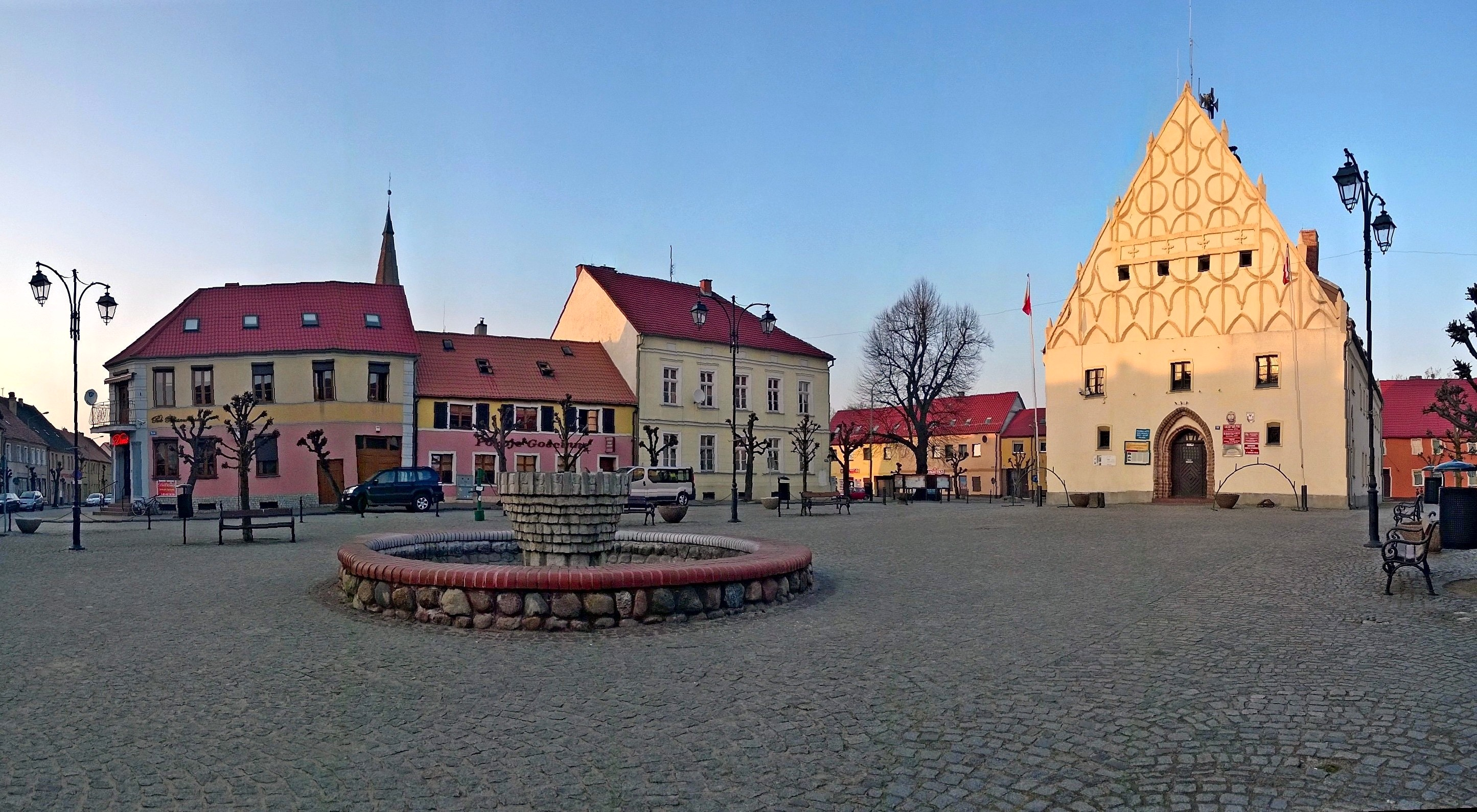
Рыночная площадь
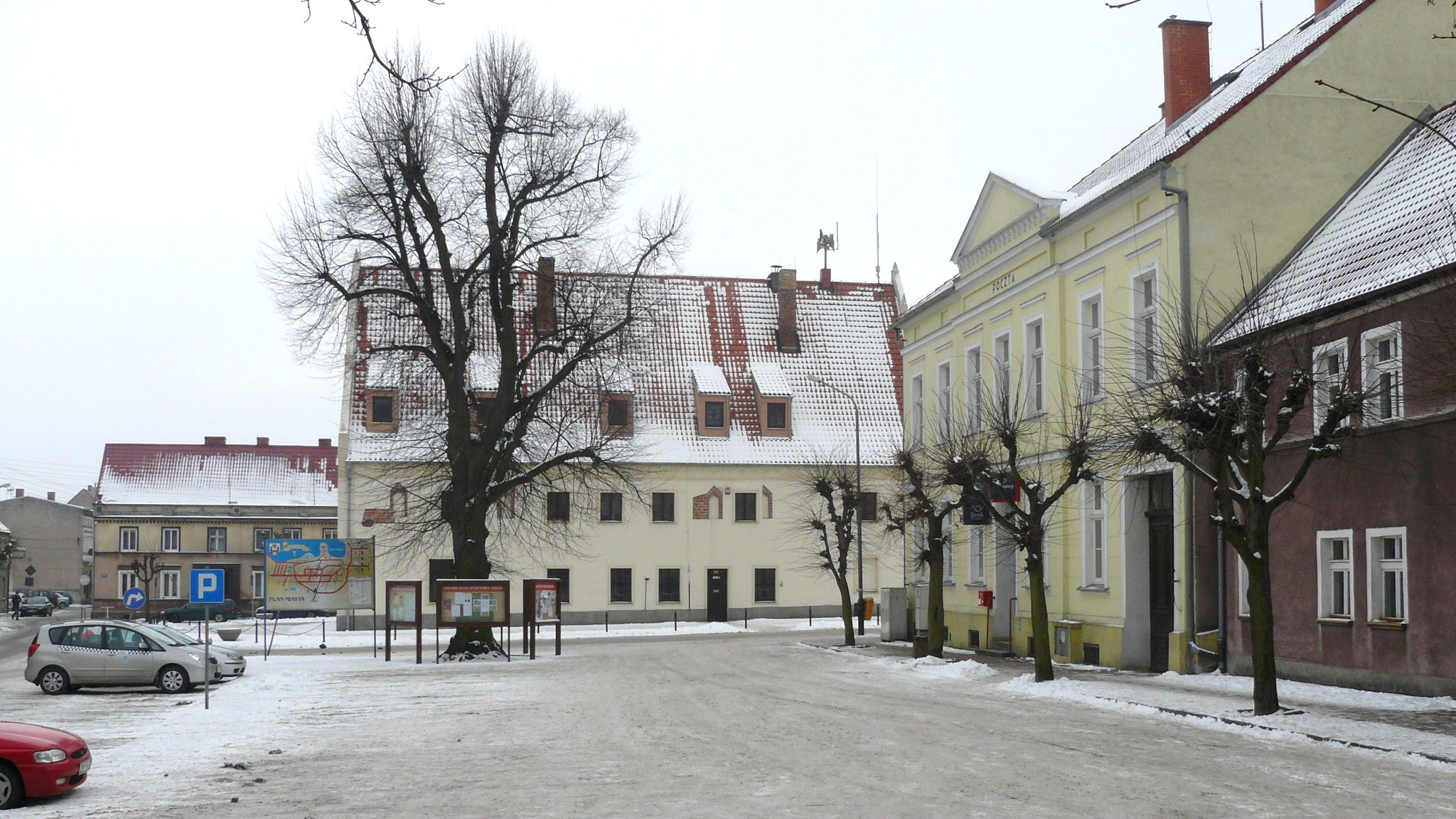
Центр города
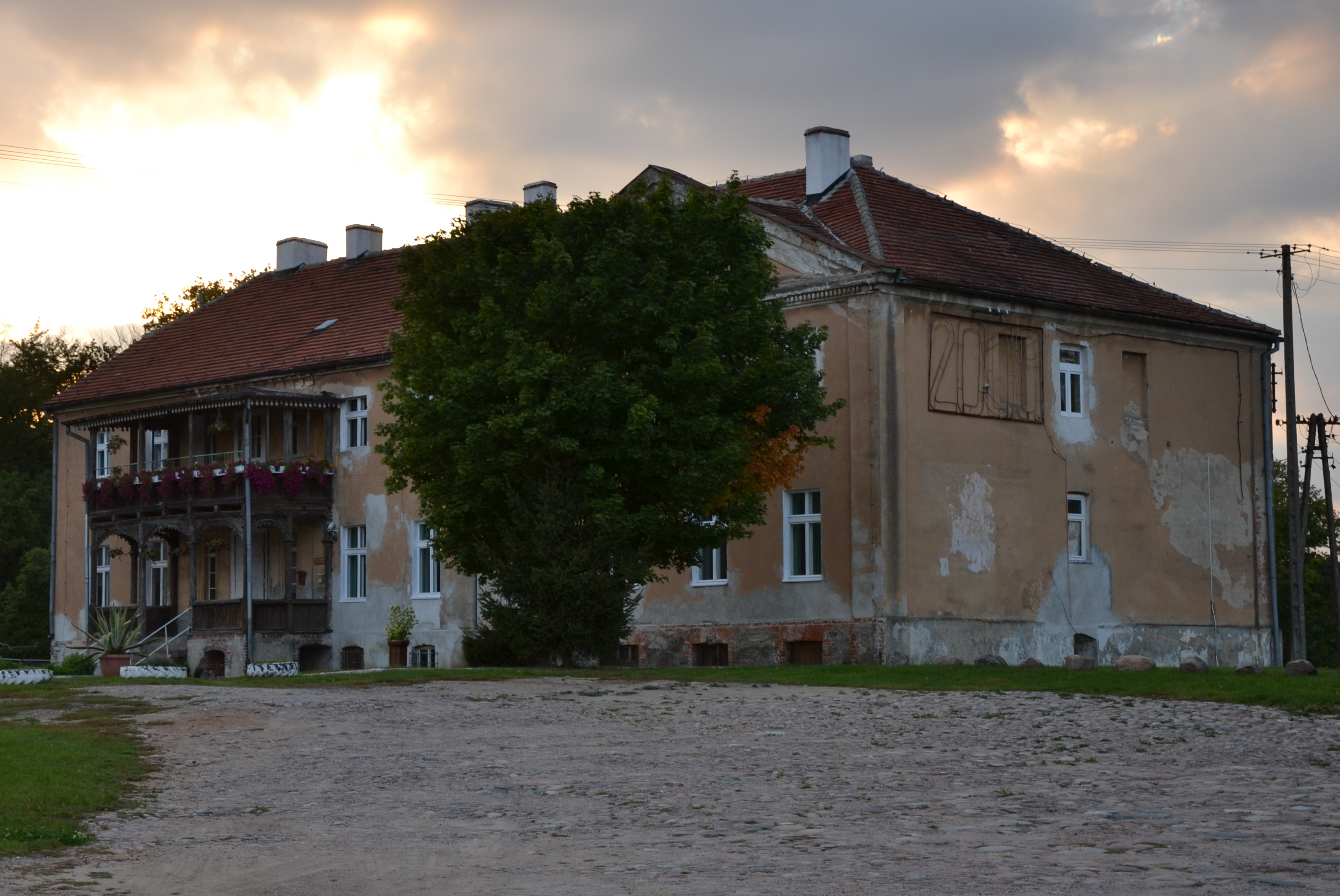
Бывшая усадьба